# 김홍술
김홍술(金弘述, 미상~929년)은 고려(高麗)의 무신(武臣)이다.